# Egy igazság
A számítógépes üzleti menedzsmentben az egy igazság (SVOT) egy olyan technikai koncepció, amely leírja azt az ideális adattárolást, amely történhet egyetlen központi adatbázisban vagy legalább egy megosztott szinkronizált adatbázisban, amely egy szervezet összes adatát konzisztens és nem redundáns formában tárolja. Ez ellentétben áll az igazság forrásának (SSOT) koncepciójával, amely arra az adattárolási elvre utal, hogy az adott információt mindig egy helyről kell eredeztetni.

## Az üzenetek sorrendjére alkalmazva
Néhány rendszerben és az üzenetfeldolgozó rendszerek (gyakran valós idejű rendszerek) kontextusában ez a kifejezés egyszeresen elfogadott üzenetek szekvenciájának megvalósítási céljára is vonatkozhat, egy olyan adatbázisban, amelyet sajátos, de tetszőleges rekordok szekvenciája alkot. A kulcskoncepció az, hogy az egy bizonyos sorozatban egyesített adatot hívjuk „igazságnak”, amit analizálhatunk és feldolgozhatunk, sajátos eredményeket adva, és hogy bár a szekvencia tetszőleges (és ezért másik helyes, de ugyanannyira tetszőleges sorrendben való alkalmazás végül teljesen különböző eredményt biztosítana bármelyik analízis folyamán) egyet kell érteni azzal, hogy a szekvencia, ami „az igazság egyetlen verziójában” helyet foglal, az az a verzió, amit „az igazságnak” tekintünk, és hogy az adatbázis elemzéséből levont következtetések érvényesek és nem vitathatók, és (technikai kontextusban) az adatbázist lemásolhatjuk egy tartalék környezetre, hogy biztosítsuk, hogy egy örök lenyomat megmarad „az igazság egyetlen verziójáról”. 
A kulcsfontosságú pont az, hogy amikor az adatbázist külső adatforrás (például tőzsdei kereskedési üzenetek sorozata) segítségével hozzák létre, tetszőlegesen választják meg a bemeneti adatok kettő vagy több ugyanannyira érvényes ábrázolása közül az egyiket, de ezentúl a döntés „kőbe vési” az igazság egy és egyetlen változatát. 
Azzal kapcsolatban, hogy a SVOT az üzenetek szekvenálására van alkalmazva, a kritikusok azt állítják, hogy ez a koncepció nem méretezhető. Ahogy a világ a több feldolgozási csomóponton elosztott rendszerek felé hajlik, az egyeztetett sorozat megtárgyalására irányuló erőfeszítés korlátozottá válik. 
De amint arra Owen Rubel az „Új API minta” API-világbeszélgetésében rámutatott, az SVOT mindig a szolgáltatási réteg lesz az elosztott architektúrában, ahol a bemenetek és kimenetek találkoznak; ide tartozik a végpont-kötés is, amely engedélyezi a modularizálását és jobb absztrakcióját az I/O adatnak az architektúrán belül, valamint a kereszthivatkozások elkerülését. 

## További linkek
- Closed-world assumption – zárt világ feltételezés
- Nyílt világ feltételezés (open world assumption)

## Bibliográfia
- - King, Julia. „Business Intelligence: One Version of the Truth”, ComputerWorld, 2003. december 22. 
  - Lamport, Leslie (1978. július 1.). „Time, Clocks, and the Ordering of Events in a Distributed System”. Communications of the ACM 21 (7), 558–565. o. DOI:10.1145/359545.359563.
  - Inmon, Bill. „The Single Version Of The Truth”, Business Intelligence Network, Powell Media, 2004. szeptember 9. 
  - https://web.archive.org/web/20061015232747/http://www.industryweek.com/EventDetail.aspx?EventID=179
  - Chisholm, Malcolm (December 2006), "There is No Single Version of the Truth", Information Management Magazine, <http://www.information-management.com/issues/20061201/1069851-1.html>. Hozzáférés ideje: 2010-03-15 Archiválva 2011. július 22-i dátummal a Wayback Machine-ben